# Лаустсен, Дан
Дан Лаустсен (дат. Dan Laustsen; род. 15 июня 1954, Ольборг, Дания) — датский кинооператор. Номинировался на премии «Оскар» и BAFTA за операторскую работу в фильме «Форма воды».

## Биография
Родился 15 июня 1954 года в городе Ольборг, Дания. Учился в национальной киношколе Дании с 1975 по 1979 год. Известен по работе в фильмах «Лига выдающихся джентльменов», «Сайлент Хилл», «Багровый пик» и «Джон Уик 2». Пятикратный обладатель Датской кинопремии «Роберт» за лучшую операторскую работу в фильмах «Ледяные птицы» (1983), «Тень Эммы» (1988), «Чудо в Вальбю» (1989), «Я — Дина» (2002) и «История чужой любви» (2007).
Член Датского общества кинооператоров с 1979 года.

## Избранная фильмография
- 2021 — Аллея кошмаров / Nightmare Alley (реж. Гильермо дель Торо)
- 2019 — Джон Уик 3 / John Wick: Chapter Three (реж. Чад Стахелски)
- 2018 — Гордая Мэри / Proud Mary (реж. Бабак Наджафи)
- 2017 — Форма воды / The Shape of Water (реж. Гильермо дель Торо)
- 2017 — Джон Уик 2 / John Wick: Chapter Two (реж. Чад Стахелски)
- 2016 — Девушка-лев / Løvekvinnen (реж. Вибеке Идсё)
- 2015 — Багровый пик / Crimson Peak (реж. Гильермо дель Торо)
- 2013 — Валландер / Wallander (6-я серия третьего сезона, реж. Лиза Олин)
- 2012 — Шкатулка проклятия / The Possession (реж. Уле Борнедаль)
- 2009 — Соломон Кейн / Solomon Kane (реж. Майкл Бассетт)
- 2007 — Ледяной ветер / Wind Chill (реж. Грегори Джекобс)
- 2006 — Сайлент Хилл / Silent Hill (реж. Кристоф Ган)
- 2005 — Кочевник / Көшпенділер (реж. Сергей Бодров-старший, Иван Пассер)
- 2003 — Лига выдающихся джентльменов / The League of Extraordinary Gentlemen (реж. Стивен Норрингтон)
- 2003 — Темнота наступает / Darkness Falls (реж. Джонатан Либесман)
- 2001 — Братство волка / Le Pacte des loups (реж. Кристоф Ган)
- 1997 — Мутанты / Mimic (реж. Гильермо дель Торо)
- 1997 — Ночное дежурство / Nightwatch (реж. Уле Борнедаль)
- 1994 — Ночное дежурство / Nattevagten (реж. Уле Борнедаль)